# Яйцевий зуб
Яйцевий зуб, яйцевий горбок — міцний загострений горбок у зародків деяких плазунів і птахів, який тимчасово розвивається на верхній щелепі або на кінчику верхньої частини дзьоба — наддзьобку. Яйцевий зуб слугує для пробивання шкаралупи під час вилуплення з яйця, згодом він швидко відпадає. Серед плазунів зустрічається у зародків гатерії, черепах, крокодилів; серед ссавців — у качкодзьоба.
У зародків ящірок і змій яйцевий зуб — це передній зуб на одній з передщелепних кісток, слугує для проривання яйцевих оболонок та шкаралупи при вилупленні. У геконів він парний. У живородних зазвичай редукований.